# 어바웃 러브
《어바웃 러브》는 네이버 TV에서 2015년 3월 2일에 공개된 웹드라마로, TV캐스트에 선공개 후 KBS 2TV을 통해 심야시간대에 방영하였다. 1화 〈Milky Love〉와 2화〈Secret Love〉로, 두 개의 에피소드로 이루어져 있다.

## 방송 시간
| 구분     | 방송 기간       | 방송 시간          |
| -------- | --------------- | ------------------ |
| TV캐스트 | 2015년 3월 2일  |                    |
| KBS 2TV  | 2015년 6월 26일 | 금요일 밤 1시 50분 |

## 줄거리
사랑도 가끔은 통역이 필요하다!

## 등장 인물

### 주요 인물

#### 1화 〈Milky Love〉
- 케빈(유키스) : 케빈 역
- 지엔(라붐) : 마리 역
- 오정태 : 팽 쉐프 역
- 한정우 : 이우 역
- 유예빈 : 퀸카 역

#### 2화 〈Secret Love〉
- 김동준 : 준우 역
- 유리나 : 라안 역
- 김경진 : 매니저 역
- 춘자 : 두나 역
- 임정한 : PD 역
- 김경록(V.O.S) : DJ 역
- 임팩트 : 버스커 역

### 그 외
- 최규호
- 김윤수
- 김은미
- 임은정
- 백미나
- 유제윤
- 박솔미
- 임지형
- 최하혜
- 도하림
- 신선아
- 남윤호

### 특별출연
- 유진(르쁘띠 cafe) : 강아지 (1화)

## 회차별 부제
| 회차 | 업로드 일자    | 부제                | 런닝 타임 |
| ---- | -------------- | ------------------- | --------- |
| 1화  | 2015년 3월 2일 | Milky Love Part. 1  | 15:11     |
| 2화  | 2015년 3월 2일 | Milky Love Part. 2  | 16:40     |
| 3화  | 2015년 3월 2일 | Secret Love Part. 1 | 18:36     |
| 4화  | 2015년 3월 2일 | Secret Love Part. 2 | 17:39     |